# Complesso Immacolatelle, Micio Conti, boschi limitrofi
Complesso Immacolatelle, Micio Conti, boschi limitrofi este o arie protejată (arie specială de conservare — SAC, sit de importanță comunitară — SCI) din Italia întinsă pe o suprafață de 69 ha, integral pe uscat.

## Localizare
Centrul sitului Complesso Immacolatelle, Micio Conti, boschi limitrofi este situat la coordonatele 37°33′33″N 15°07′00″E / 37.559206°N 15.116624°E.

## Înființare
Situl Complesso Immacolatelle, Micio Conti, boschi limitrofi a fost declarat sit de importanță comunitară în septembrie 1995 pentru a proteja 12 specii de animale. Situl a fost protejat și ca arie specială de conservare în decembrie 2015.

## Biodiversitate
Situată în ecoregiunea mediteraneană, aria protejată conține 5 habitate naturale: Câmpuri de lavă și excavații naturale, Pseudostepă cu ierburi și specii anuale de Thero-Brachypodietea, Păduri de stejar alb estice, Tufărișuri termo-mediteraneene și de pre-deșert, Pante stâncoase silicioase cu vegetație casmofită.
La baza desemnării sitului se află mai multe specii protejate:
- păsări (5): caprimulg (Caprimulgus europaeus), erete de stuf (Circus aeruginosus), șoim călător (Falco peregrinus), acvilă pitică (Hieraaetus pennatus), viespar (Pernis apivorus)
- mamifere (6): liliac cu aripi lungi (Miniopterus schreibersii), liliac cu urechi de șoarece (Myotis blythii), liliac cu picioare lungi (Myotis capaccinii), liliac comun (Myotis myotis), liliacul mare cu potcoavă (Rhinolophus ferrumequinum), liliacul mic cu potcoavă (Rhinolophus hipposideros)
- reptile (1): elaphe situla (Zamenis situla)

Pe lângă speciile protejate, pe teritoriul sitului au mai fost identificate 4 specii de plante, 2 specii de amfibieni, 4 specii de mamifere, 100 de specii de nevertebrate, 5 specii de reptile.